# Hegyfalu
Hegyfalu ist eine ungarische Gemeinde im Kreis Sárvár im Komitat Vas.

## Geografische Lage
Hegyfalu liegt 24 Kilometer nordöstlich des Komitatssitzes Szombathely und 12 Kilometer nordwestlich der Kreisstadt Sárvár am rechten Ufer des Flusses Répce.

## Geschichte
Die erste urkundliche Erwähnung des Ortes stammt aus dem Jahr 1337. Im Jahr 1913 gab es in der damaligen Kleingemeinde 138 Häuser und 948 Einwohner auf einer Fläche von 2067 Katastraljochen. Sie gehörte zu dieser Zeit zum Bezirk Sárvár im Komitat Vas.

## Sehenswürdigkeiten
- József-Rozman-Grabdenkmal, erschaffen von János Máriahegyi ifj.
- Mariensäule (Immaculata-szobor), errichtet 1820
- Postkartenmuseum (Képeslap Múzeum)
- Römisch-katholische Kirche Szent Kereszt felmagasztalása
- Schloss Széchenyi (Széchenyi-kastély)
- Sphinx-Figuren an der Treppe zum Schloss

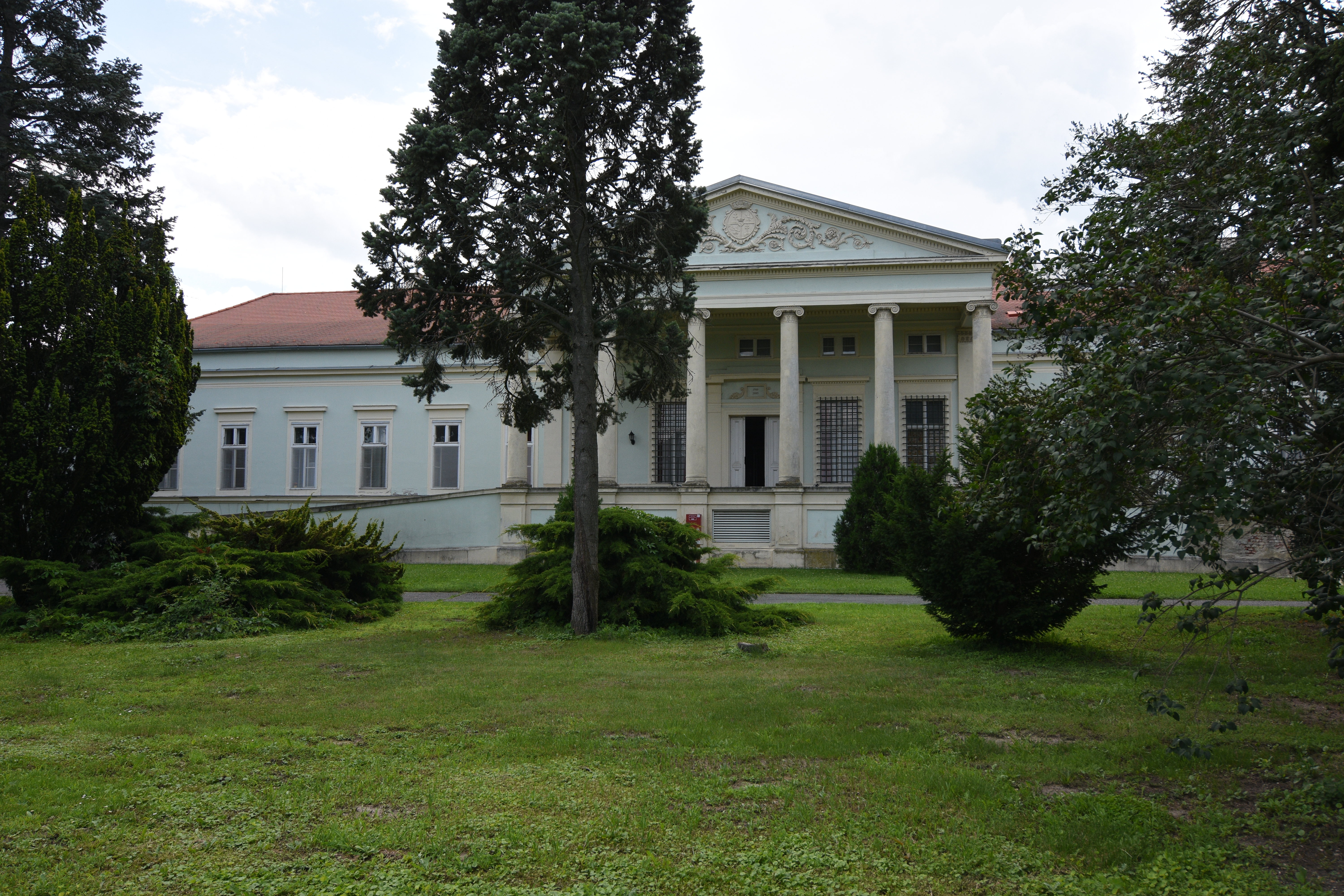
Schloss Széchenyi
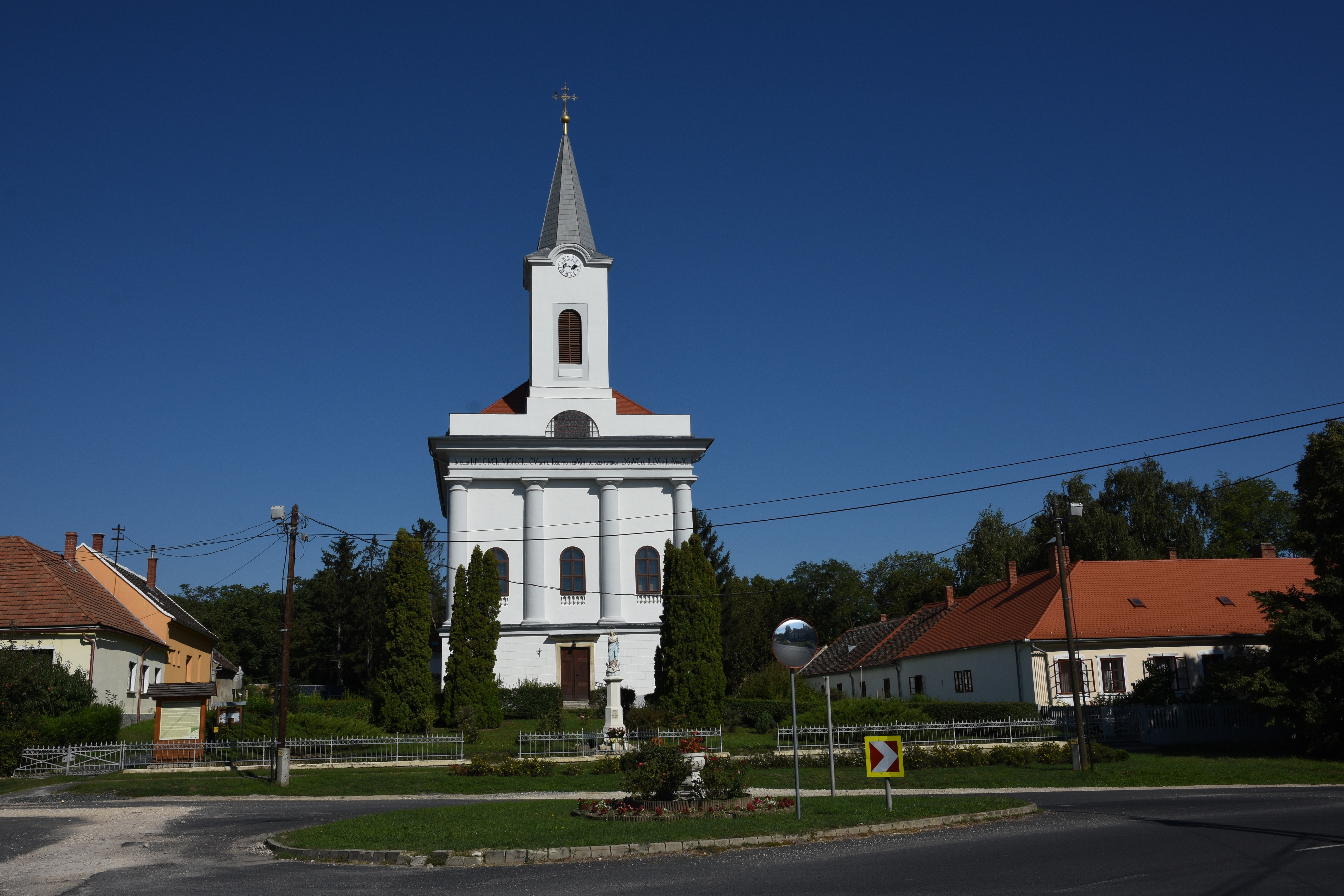
Röm.-kath. Kirche Szent Kereszt felmagasztalása
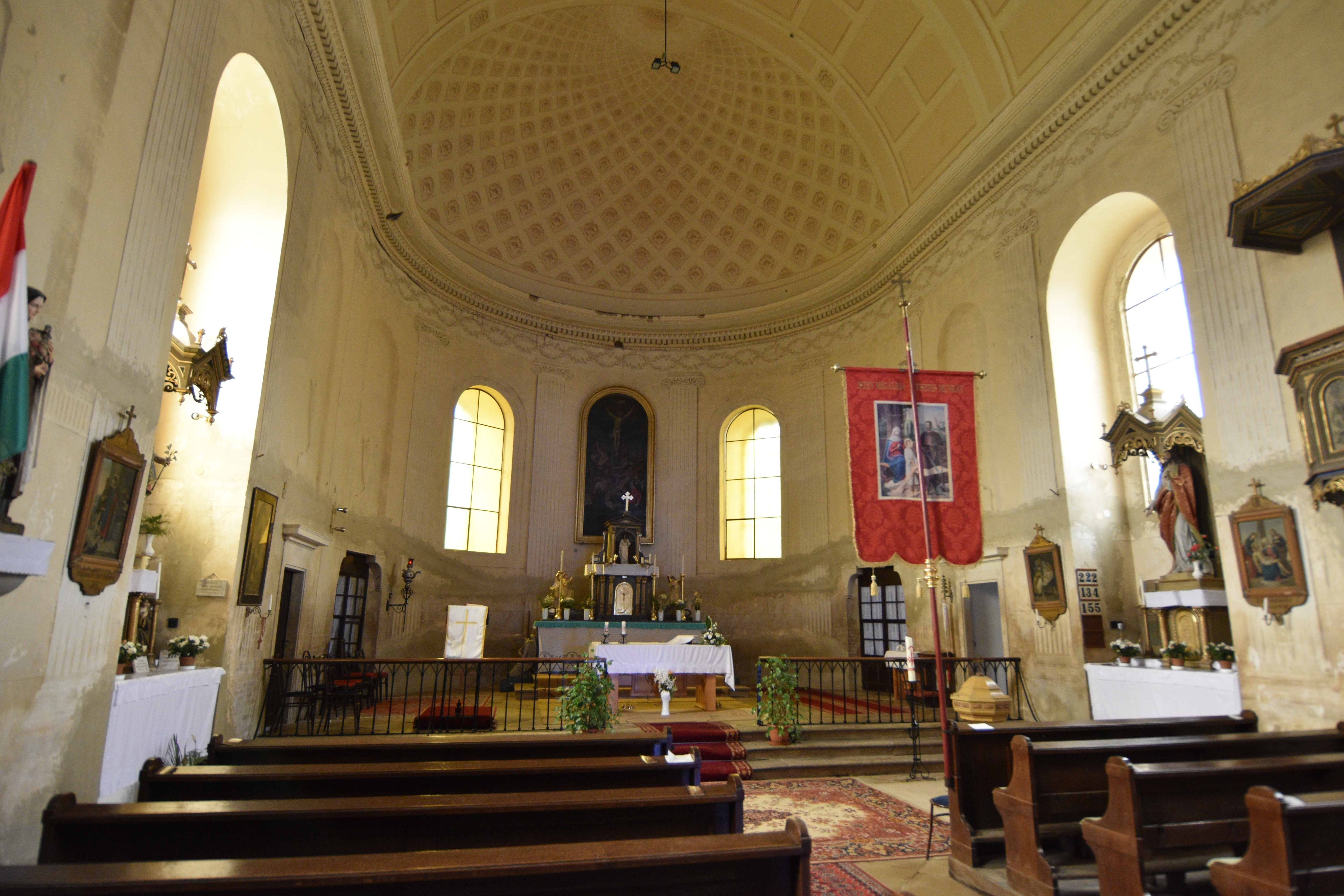
Innenraum der Kirche
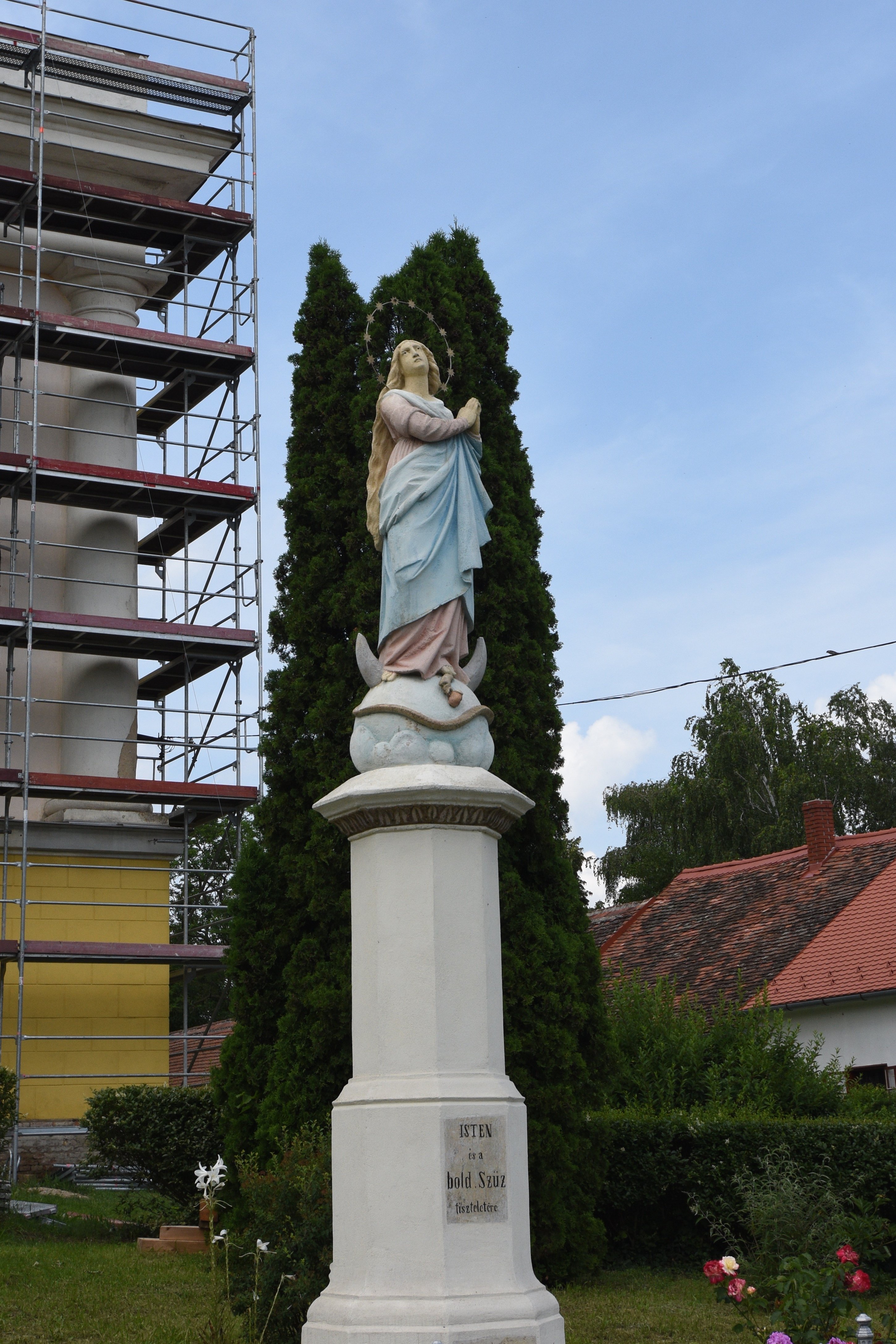
Mariensäule

## Verkehr
Durch Hegyfalu verläuft die Hauptstraße Nr. 86. Es bestehen Busverbindungen nach Szombathely, nach Répcelak sowie über Zsédeny und Rábapaty in die Kreisstadt Sárvár. Außerdem ist die Gemeinde angebunden an die Eisenbahnstrecke Hegyeshalom-Szombathely.